# Yeniuping
Yeniuping (kinesiska: 野牛坪乡, 野牛坪) är en socken i Kina. Den ligger i provinsen Sichuan, i den sydvästra delen av landet, omkring 470 kilometer söder om provinshuvudstaden Chengdu. Antalet invånare är 5 242. Befolkningen består av 2 471 kvinnor och 2 771 män. Barn under 15 år utgör 26,0 %, vuxna 15-64 år 63 %, och äldre över 65 år 9,0 %.
Genomsnittlig årsnederbörd är 914 millimeter. Den regnigaste månaden är juni, med i genomsnitt 196 mm nederbörd, och den torraste är januari, med 10 mm nederbörd.